# Stefan Moody
Stefan Moody, né le 6 octobre 1993 à Kissimmee, en Floride, est un joueur américain de basket-ball évoluant au poste de meneur.

## Biographie
Stefan Moody joue trois saisons en NCAA, disputant une saison avec les Owls de Florida Atlantic avant de rejoindre le Kilgore College, puis de jouer entre 2014 et 2016 avec les Rebels d'Ole Miss.
Non sélectionné lors de la draft 2016 de la NBA, il rejoint Trabzonspor où il réalise une moyenne de 8,6 points et 4,1 passes décisives pour sa première saison professionnelle.
Le 19 juillet 2017, il rejoint le club grec d'AGO Réthymnon. Il est meilleur marqueur du championnat de Grèce en 2018. Il y dispute le All-Star Game grec et remporte le concours de dunks. Après des piges en Biélorussie, au Venezuela et en Corée du Sud, il dispute deux saisons avec le club hongrois de Debreceni EAC.
Le 6 décembre 2021, il signe avec le club grec de Larisa B.C.. Il y réalise une moyenne de 15,5 points lors de la saison 2021-2022. 
Moody est recruté par Roanne pour la saison 2022-2023. Il participe au concours de dunks lors du All-Star Game LNB 2022. Il termine meilleur passeur du championnat. Dès la fin de la saison régulière avec Roanne, il s'engage avec Trotamundos de Carabobo pour disputer les playoffs du championnat du Venezuela.
Le 3 juin 2023, il signe dans le club bosnien de KK Igokea. Il y reste six mois avant de rejoindre les Qingdao Eagles en CBA.
Le 20 novembre 2024, Stefan Moody rejoint le club turc de Merkezefendi Denizli.

## Palmarès
- All-First Team du championnat de Grèce 2022
- Meilleur marqueur du championnat de Grèce 2018
- Joueur le plus spectaculaire du championnat de Grèce 2022
- Vainqueur du concours de dunks du All-Star Game grec 2018
- All-Star grec 2018
- First-team All-SEC 2015, 2016
- Second-team All-Sun Belt 2013
- First-team Parade All-American 2012